# Rourea camptoneura
Rourea camptoneura är en tvåhjärtbladig växtart som beskrevs av Ludwig Radlkofer. Rourea camptoneura ingår i släktet Rourea och familjen Connaraceae. Inga underarter finns listade i Catalogue of Life.